# Total Control of the Epidemic
TCE-Total Control of the Epidemic (deutsch Totale Kontrolle über die Epidemie) ist eine länderübergreifende Kampagne der Nichtregierungsorganisation Humana People to People gegen HIV/Aids, besonders gegen Aids in Afrika. Verantwortlich ist Humana People to People.
Die Erfolge von TCE in Botswana, Simbabwe, Mosambik, Südafrika, Namibia, Angola, Sambia und Indien erklären sich aus einer Mobilisierung der Bevölkerung in Besuchen von Haus zu Haus und einer strikten, sehr effektiven Organisation. Das Programm wird vom Hauptbüro der Humana People to People in Shamva, Simbabwe, aus geleitet. Die Arbeit wurde im Februar 2000 in Bindura/Simbabwe aufgenommen. Bereits Mitte 2002 erreichte es 300.000 Menschen in Simbabwe, 200.000 in Mosambik, 900.000 in Botswana und 100.000 in Südafrika, Ende 2006 insgesamt 4,8 Millionen Menschen in 50 Gebieten des südlichen Afrika.

## Organisatorische Struktur
TCE teilt ein Land nach Geographie und Bevölkerungsdichte in Distrikte, Zonen und Gebiete auf. Ein Gebiet hat 100.000 Einwohner und misst durchschnittlich 100 × 100 km. So besteht das südliche Afrika (inklusive Demokratische Republik Kongo) aus ungefähr 1.800 Gebieten, die nach und nach zu TCE-Gebieten gemacht werden sollen. In einem Gebiet mit 100.000 Menschen werden 2 TCE-Leiter eingestellt und darin trainiert, 50 Leute aus dem Gebiet, sogenannte „TCE-Offiziere“, unter Vertrag zu nehmen, sie in dreiwöchigen Kursen auszubilden, ihre Aktionen zu organisieren und zu leiten. Jeweils 10 „TCE-Offiziere“, von denen jeder für 2.000 Menschen zuständig ist, bilden eine „patrol“.

## Aktivitäten
Angeleitet von einem Handbuch besuchen die einheimischen „TCE-Offiziere“ diese 2.000 Menschen von Haus zu Haus, Arbeitsstelle zu Arbeitsstelle, innerhalb von 3 Jahren mindestens je 2-mal. Sie klären sie – das Tabu umgehend – unter 4 Augen über HIV/AIDS auf, beraten und motivieren sie einen HIV-Test durchführen zu lassen, verteilen Kondome, werben gegen Ausgrenzung.
Sie sind Verbindungsleute zu den oft weit entfernten Krankenhäusern und Gesundheitseinrichtungen, registrieren (auch potentielle) Waisenkinder und sehen nach den allein erziehenden Großmüttern. Sie richten Soja-Kantinen ein zur Protein-Stärkung des Immunsystems Infizierter, geben Kurse über HIV/AIDS und gründen TCE-Jugendclubs. Sie arbeiten eng zusammen mit dem jeweiligen HUMANA-Projekt des Gebietes – vor allem mit „HOPE“, einem Unterstützungsprogramm von HUMANA für HIV-Infizierte, – sowie mit den örtlichen Autoritäten, Kirchen, Schulen, Unternehmen und den anderen Entwicklungs-NGOs. Freiwillige Helfer, sogenannte „passionates“, schließen sich an und führen die Arbeit weiter, wenn TCE das Gebiet verlässt.
Die Mitarbeiter treffen sich wöchentlich zur Lagebesprechung mit dem Aktionsleiter und einmal im Monat zu einem zweitägigen Seminar, um ihre Programme weiterzuentwickeln. Als Richtlinie der Arbeit bis zur „totalen Kontrolle der Epidemie“ in diesem Gebiet (80 % der Bevölkerung wurden erreicht) wird ein Dreijahresplan erstellt. Viele „TCE-Offiziere“ machen anschließend eine 6-monatige Fortbildung zum „Counselor“, leiten „Positive living courses“, arbeiten als „Programme Officers“, „Advocates for Action against HIV/AIDS“ oder machen Ausbildungen in Krankenpflege. Häufig leiten sie später TCE-Programme in neuen Gebieten des Landes oder im Ausland.

## TCM
TCM (Total Community Mobilisation) ist die Bezeichnung von TCE in Botswana, wo die Kampagne gegen HIV/AIDS im Jahr 2001 begann. Sie konnte nach 3 ½jähriger Arbeit von 450 „TCM Field Officers“ im März 2005 abgeschlossen werden. 897.000 Menschen wurden erreicht, 651.000 zu Hause und 246.000 am Arbeitsplatz. 28.000 Leute haben sich anschließend dem „Passion for People Movement“ angeschlossen und führen den Kampf gegen die Epidemie in Clubs und Unterstützergruppen und mit der Weiterverbreitung von Information fort.

## Kosten
Die Kosten des TCE-Programms belaufen sich auf etwa 1 US$ pro Person und Jahr – über einen Zeitraum von 3 Jahren. Für die 13 Millionen Einwohner Simbabwes sind das ungefähr 39 Mio. US$. Für das ganze südliche Afrika mit seinen 184 Millionen Menschen ergeben sich bis zum Abschluss des Projektes 500–600 Millionen US$.

## Auszeichnungen
- Im Jahr 2000 erhielt das Projekt Total Control of the Epidemic (Bekämpfung von HIV/Aids in Afrika) den 1. Preis des AGFUND (Arab Gulf Programme For United Nations Development).[9]
- Im Jahr 2002 bekam das Projekt Total Control of the Epidemic in the Districts of Boane, Matola and Maputo den Shaping the Future Award der GenerationEurope.[10]
- Am 26. November 2003 erhielt das Projekt „Total Control of the Epidemic“ den „Stars of Africa Golden Award“ im Gebiet Gesundheit und HIV/Aids für „Innovation und Kreativität, Effektivität und Wirksamkeit, Nachhaltigkeit, Verlässlichkeit, Erreichen der Ziele“.[11]